# Hadobijecký den
Hadobijecký den (v anglickém originále Whacking Day) je 20. díl 4. řady (celkem 79.) amerického animovaného seriálu Simpsonovi. Scénář napsal John Swartzwelder a díl režíroval Jeff Lynch. V USA měl premiéru dne 29. dubna 1993 na stanici Fox Broadcasting Company a v Česku byl poprvé vysílán 25. listopadu 1994 na stanici ČT1.

## Děj
Ředitel Skinner naláká Barta, Jimba, Kearneyho, Dolpha a Nelsona do sklepa Springfieldské základní školy a před inspekcí od Garyho Chalmerse je tam zamkne. Bart uteče větrací šachtou, vezme si na projížďku traktor školníka Willieho a Chalmerse srazí. Rozzuřený Chalmers odmítne Skinnerovi povýšení na zástupce ředitele, rozhořčený Skinner proto Barta vyloučí. Barta rychle vyloučí i z další, soukromé křesťanské školy, a tak se Marge rozhodne pro domácí výuku. 
Bart a Marge se vydají na exkurzi do starého města, kde se Bart dozví o původu každoročního springfieldského Hadobijeckého dne. Obyvatelé Springfieldu každoročně 10. května vozí hady do centra města a ubíjejí je k smrti, což je údajně tradice z roku 1775, do níž je zapleten Jebediáš Springfield. Bart si uvědomuje, že historka o původu je nepravdivá, protože Jebediáš ve stejný den bojoval v bitvě v revoluční válce. 
Bart se také dozví, že hadi reagují na vibrace v zemi, a navrhne Líze, jež je z Hadobijeckého dne zděšená, aby hady odlákali do bezpečí tím, že pustí hudbu se silnými basy a stereo reproduktory položí na zem. Barry White, který byl pozván, aby zahájil oslavy Hadobijeckého dne, ale znechuceně odešel, když zjistil, o čem svátek je, souhlasí, že pomůže zpěvem písně „Can't Get Enough of Your Love, Babe“ a přiláká do domu mnoho hadů. 
Přijde pronásledující dav, aby hady zabil, ale díky Bartovým nově nabytým znalostem se brzy na téma Hadobijeckého dne vykašlou. Prozradí, že tento svátek byl ve skutečnosti založen v roce 1924 jako záminka k bití Irů. Líza také vypráví městu o pozitivních vlivech, které hadi měli, například o zabíjení hlodavců. Město souhlasí, že se tradice vzdá. Ohromený Skinner dovolí Bartovi vrátit se do školy a pak si uvědomí, že nechal tyrany zavřené ve sklepě. Skinner a Willie uhánějí do školy na horských kolech, aby se stihli vyhnout případné žalobě.

## Produkce
Scenárista George Meyer, který byl velmi „uvědomělý ke zvířatům“, chtěl napsat epizodu týkající se každoročního rituálu v jednom texaském městečku, kde obyvatelé města mlátili chřestýše klacky. Meyer neměl čas napsat epizodu sám, a tak byl nápad svěřen Johnu Swartzwelderovi. Téma „mlácení hadů“ znepokojovalo štáb, který se domníval, že by ho mnozí považovali za kruté, přestože poselství epizody je proti špatnému zacházení s hady. První dějství dílu bylo jedno z nejkratších, jaké kdy štáb v té době napsal, zhruba desetistránkové, ale protože neměli nápady na jeho rozšíření, nechali ho tak, jak bylo. Kvůli tomu se hlavní zápletka rozjíždí až na začátku druhého dějství, protože scenáristé pro ni nemohli vymyslet mnoho materiálu.
Aby se urychlila animace, režisér Jeffrey Lynch „poprosil“ tvůrce storyboardu Kevina O'Briena a Steva Markowského, aby mu s epizodou pomohli. Tito tři strávili nad dílem několik měsíců. Barry White chtěl v seriálu hostovat, a tak byl do děje vepsán. Skladbu „Can't Get Enough of Your Love, Babe“ nazpíval speciálně pro tento díl, místo aby použil její nahranou verzi.
Píseň, kterou měl děda zpívat ve své retrospektivě, ukazující, jak se za druhé světové války vydával za německého kabaretního zpěváka, byla „Lili Marlene“ od Marlene Dietrichové. Štáb na ni nemohl získat práva, protože podle lidí, kteří píseň vlastní, „si z ní každý dělá legraci“. Velkou část retrospektivy nadhodil Conan O'Brien.
V epizodě se poprvé objevuje inspektor Chalmers. Štáb chtěl představit šéfa za Skinnera a Wallace Wolodarsky nadhodil jeho jméno. Většinu dialogů a interakcí mezi Skinnerem a Chalmersem vymysleli Harry Shearer, respektive Hank Azaria.

## Kulturní odkazy
Krátký film Itchy a Scratchy s hostujícím režisérem Oliverem Stonem je parodií na scénu, v níž Jack Ruby zastřelí Lee Harveyho Oswalda ve Stoneově filmu JFK, v němž je slyšet křik: „Bože! Chyťte mu zbraň!“, když se scénář blíží ke konci. Píseň „O Whacking Day“ používá stejný nápěv jako vánoční koleda „O Tannenbaum“, v angličtině známá jako „O Christmas Tree“. Kromě toho je Bob Woodward zobrazen jako autor knihy The Truth About Whacking Day.

## Přijetí
V původním americkém vysílání se díl umístil na 25. místě v týdenní sledovanosti v týdnu od 26. dubna do 2. května 1993 s ratingem 12,2 podle Nielsenu. Byl to nejlépe hodnocený pořad stanice Fox Network v tomto týdnu.
Za „zvyšování povědomí ve prospěch zvířecích problémů“ byla epizoda v roce 1994 oceněna cenou Genesis Award za nejlepší televizní prime time animovaný seriál.
Jeffrey Lee Puckett z deníku The Courier-Journal uvedl Hadobijecký den jako „nejbohatší díl seriálu“. Napsal: „Ve 22 pozoruhodných minutách Hadobijecký den zesměšňuje kvalitu amerického vzdělávacího systému, sebechvály politiků, chamtivost, mentalitu davu, sexualitu v době politické korektnosti a celý pojem politické korektnosti a dělá hrdinu z Barryho Whitea.“.
Chris Vognar z deníku The Dallas Morning News ve své recenzi DVD poznamenal, že epizoda je jednou z nejlepších dílů čtvrté řady.
Tvůrce seriálu Matt Groening považuje Homerovu fantazii „Jsem zlý Homer“ za jeden z nejlepších momentů v historii seriálu.
Andrew Martin z Prefix Mag označil Barryho Whitea za svého pátého nejoblíbenějšího hudebního hosta v Simpsonových.
Článek v The Journal News z roku 2003 uvádí, že podle záznamů se v Eastchesteru ve státě New York konaly od roku 1665 skutečné Hadobijecké dny: „Každý rok na jaře se vybere jeden den, kdy se budou hubit chřestýši.“. Článek citoval showrunnera Ala Jeana, který řekl: „Souhlasím s premisou epizody: nechte hady na pokoji. Nikomu neublížili.“.
Od roku 2009 pořádají občané v severním Queenslandu v Austrálii každoročně 29. března Den ropuch, při němž jsou odchytávány a humánně likvidovány tisíce ropuch obrovských (invazní a vysoce škodlivý druh, který není v Austrálii původní). Akce se tímto dílem inspirovala.